# Divisão Sudeste da Liga Nacional de Futebol Americano de 2018
A Divisão Sudeste é uma das duas divisões da Conferência Americana da Liga Nacional de Futebol Americano de 2018. A divisão possui quatro grupos de quatro times (1, 2, 3 e 4). Classificam-se os dois melhores colocados de cada grupo à fase Wild Card dos Playoffs. As equipes são ordenadas em seeds de #1 a #8, considerando os quatro primeiros os campeões de grupo e os quatro últimos os segundos colocados, fazendo confrontos cruzados até a Final de Divisão. O vencedor do jogo torna-se o campeão da divisão, garante vaga no Brasil Futebol Americano de 2019 e classifica-se à Final de Conferência, o Nacional Bowl, para enfrentar o campeão da Divisão Sul.

## Classificação
Classificados para os Playoffs estão marcados em verde.
O símbolo # indicada a classificação dentro da divisão.
Grupo 1
| Pos | Times                        | V | E | D | PCT   | PF  | PS  | SP  |
| --- | ---------------------------- | - | - | - | ----- | --- | --- | --- |
| 1   | Macaé Oilers #2              | 4 | 0 | 0 | 1.000 | 112 | 22  | 90  |
| 2   | Contagem Inconfidentes #8    | 2 | 0 | 2 | .500  | 57  | 90  | -33 |
| 3   | Dark Owls FA                 | 2 | 0 | 2 | .500  | 82  | 39  | 43  |
| 4   | Espírito Santo Black Knights | 0 | 0 | 4 | .000  | 21  | 107 | -86 |

Grupo 2
| Pos | Times                    | V | E | D | PCT  | PF | PS | SP  |
| --- | ------------------------ | - | - | - | ---- | -- | -- | --- |
| 1   | Volta Redonda Falcons #3 | 3 | 0 | 1 | .750 | 60 | 28 | 32  |
| 2   | São Paulo Monsters #7    | 3 | 0 | 1 | .750 | 49 | 36 | 13  |
| 3   | Palmeiras Locomotives    | 2 | 0 | 2 | .500 | 57 | 49 | 8   |
| 4   | Sorocaba Vipers          | 0 | 0 | 4 | .000 | 36 | 99 | -63 |

Grupo 3
| Pos | Times                       | V | E | D | PCT  | PF  | PS  | SP  |
| --- | --------------------------- | - | - | - | ---- | --- | --- | --- |
| 1   | Nova Serrana Forgeds #4     | 3 | 0 | 1 | .750 | 119 | 76  | 43  |
| 2   | Pouso Alegre Gladiadores #5 | 3 | 0 | 1 | .750 | 94  | 46  | 48  |
| 3   | Mooca Destroyers            | 2 | 0 | 2 | .500 | 82  | 97  | -15 |
| 4   | Blaze FA                    | 0 | 0 | 4 | .000 | 40  | 106 | -66 |

Grupo 4
| Pos | Times                         | V | E | D | PCT   | PF  | PS  | SP   |
| --- | ----------------------------- | - | - | - | ----- | --- | --- | ---- |
| 1   | Ribeirão Preto Challengers #1 | 4 | 0 | 0 | 1.000 | 157 | 41  | 116  |
| 2   | Betim Bulldogs #6             | 3 | 0 | 1 | .750  | 118 | 69  | 49   |
| 3   | São Paulo Spartans            | 1 | 0 | 3 | .250  | 101 | 84  | 17   |
| 4   | Uberaba Zebus[a]              | 0 | 0 | 4 | .000  | 00  | 196 | -196 |

### Resultados
Primeira Rodada
| 1 de julho 10:00 UTC -3 | Relatório | Palmeiras Locomotives | 07–02 | Volta Redonda Falcons |  | Clube de Campo do Palmeiras, São Paulo-SP |  |

| 7 de julho 16:00 UTC -3 |  | Nova Serrana Forgeds | 16–15 | Pouso Alegre Gladiadores |  | Campo do Juventus, Nova Serrana-MG |  |

| 8 de julho 14:00 UTC -3 |  | Sorocaba Vipers | 17–20 | São Paulo Monsters |  | Centro Esportivo Doutor Pitico, Sorocaba-SP |  |

| 8 de julho 18:00 UTC -3 |  | Contagem Inconfidentes | 16–13 | Dark Owls FA |  | CSU Amazonas, Contagem-MG |  |

| 8 de julho 14:00 UTC -3 | W.O.[a] | Ribeirão Preto Challengers | 49–00 | Uberaba Zebus |  | Centro Universitário Moura Lacerda, Ribeirão Preto-SP |  |

| 8 de julho 14:00 UTC -3 | Relatório | Betim Bulldogs | 27–24 | São Paulo Spartans |  | Estádio Jurandir Elias, Betim-MG |  |

| 22 de julho 11:00 UTC -3 |  | Blaze FA | 14–18 | Mooca Destroyers |  | Centro Esportivo Castelo Branco, Rio de Janeiro-RJ |  |

| 23 de setembro 10:00 UTC -3 |  | ES Black Knights | 00–15 | Macaé Oilers |  | Estádio Eráclides Gonçalves, Cariacica-ES |  |

Segunda Rodada
| 29 de julho 08:00 UTC -3 |  | São Paulo Monsters | 13–06 | Palmeiras Locomotives |  | ADC Eletropaulo, São Paulo-SP |  |

| 29 de julho 10:00 UTC -3 | W.O.[a] | Uberaba Zebus | 00–49 | Betim Bulldogs |  | Estádio Uberabão, Uberaba-MG |  |

| 29 de julho 14:00 UTC -3 | Relatório | Dark Owls FA | 40–07 | ES Black Knights |  | Campo do União, Silva Jardim-RJ |  |

| 29 de julho 14:00 UTC -3 |  | São Paulo Spartans | 21–41 | Ribeirão Preto Challengers |  | ADC Eletropaulo, São Paulo-SP |  |

| 5 de agosto 10:00 UTC -3 |  | Volta Redonda Falcons | 19–07 | Sorocaba Vipers |  | Complexo Jornalista Oscar Cardoso, Volta Redonda-RJ |  |

| 5 de agosto 14:00 UTC -3 | Relatório | Macaé Oilers | 35–15 | Contagem Inconfidentes |  | Estádio do Expedicionário, Macaé-RJ |  |

| 12 de agosto 11:00 UTC -3 |  | Blaze FA | 06–14 | Pouso Alegre Gladiadores |  | Centro Esportivo Castelo Branco, Rio de Janeiro-RJ |  |

Terceira Rodada
| 19 de agosto 14:00 UTC -3 | Relatório | Dark Owls FA | 07–10 | Macaé Oilers |  | Campo do União, Silva Jardim-RJ |  |

| 19 de agosto 14:00 UTC -3 | Relatório | Volta Redonda Falcons | 06–00 | São Paulo Monsters |  | Estádio Jair Toscano, Angra dos Reis-RJ |  |

| 25 de agosto | W.O.[a] | São Paulo Spartans | 49–00 | Uberaba Zebus |  |  |  |

| 26 de agosto 10:00 UTC -3 |  | Palmeiras Locomotives | 38–06 | Sorocaba Vipers |  | Clube de Campo do Palmeiras, São Paulo-SP |  |

| 26 de agosto 14:00 UTC -3 |  | Contagem Inconfidentes | 19–00 | ES Black Knights |  | CSU Amazonas, Contagem-MG |  |

| 26 de agosto 14:00 UTC -3 |  | Pouso Alegre Gladiadores | 23–17 | Mooca Destroyers |  | Univás, Pouso Alegre-MG |  |

| 26 de agosto 14:00 UTC -3 |  | Nova Serrana Forgeds | 22–20 | Blaze FA |  | Campo do Juventus, Nova Serrana-MG |  |

Quarta Rodada
| 9 de setembro | W.O.[a] | Uberaba Zebus | 00–49 | Nova Serrana Forgeds |  |  |  |

| 9 de setembro 9:00 UTC -3 | Relatório | Mooca Destroyers | 06–28 | Betim Bulldogs |  | ADC Eletropaulo, São Paulo-SP |  |

| 9 de setembro 10:00 UTC -3 |  | Ribeirão Preto Challengers | 28–06 | Palmeiras Locomotives |  | Centro Universitário Moura Lacerda, Ribeirão Preto-SP |  |

| 9 de setembro 14:00 UTC -3 |  | Macaé Oilers | 52–00 | Blaze FA |  | Estádio do Expedicionário, Macaé-RJ |  |

| 9 de setembro 14:00 UTC -3 | Relatório | ES Black Knights | 14–33 | Volta Redonda Falcons |  | Campo Nacional, Vila Velha-ES |  |

| 9 de setembro 14:00 UTC -3 |  | São Paulo Monsters | 16–07 | São Paulo Spartans |  | ADC Eletropaulo, São Paulo-SP |  |

| 15 de setembro 14:00 UTC -3 |  | Sorocaba Vipers | 06–22 | Dark Owls FA |  | Centro Esportivo Doutor Pitico, Sorocaba-SP |  |

| 16 de setembro 14:00 UTC -3 |  | Pouso Alegre Gladiadores | 42–07 | Contagem Inconfidentes |  | Univás, Pouso Alegre-MG |  |

Quinta Rodada
| 22 de setembro 18:00 UTC -3 |  | Mooca Destroyers | 41–32 | Nova Serrana Forgeds |  | GDR 7 de Setembro, São Paulo-SP |  |

| 23 de setembro 9:00 UTC -3 |  | Betim Bulldogs | 14–39 | Ribeirão Preto Challengers |  | Estádio Jurandir Elias, Betim-MG |  |